# Paulo Jorge Cleto Duarte
Paulo Jorge Cleto Duarte, natural de Lisboa (Lisboa, 3 de Outubro de 1972) cresceu em Leomil, Moimenta da Beira, e é um farmacêutico e empresário português. Desempenhou a função de  presidente da Direcção da Associação Nacional das Farmácias (ANF), até  junho de 2021, depois de mais de 10 anos como secretário-geral. É co-proprietário da Farmácia Estácio e da Farmácia Estácio Xabregas, ambas em Lisboa. É casado e pai de dois filhos.

## Percurso académico
Licenciou-se em Ciências Farmacêuticas no ano de 1997 pela Faculdade de Farmácia da Universidade de Lisboa e tem um MBA em Gestão de Informação pela Faculdade de Ciências Económicas e Empresariais da Universidade Católica Portuguesa (2004).
Enquanto dirigente associativo universitário, foi presidente da Associação dos Estudantes da Faculdade de Farmácia da Universidade de Lisboa (AEFFUL) em dois mandatos, de 1994 a 1996, presidente da Mesa da Assembleia Geral da Associação Académica de Lisboa (AAL) em 1996 e da Mesa da Assembleia Geral da AEFFUL em 1996/1997. Como representante dos estudantes foi membro de vários órgãos da Faculdade de Farmácia e da Universidade de Lisboa (Senado, Conselho Directivo e Assembleia de Representantes) no período de 1991 a 1996.
É membro do Conselho de Escola da Faculdade de Farmácia da Universidade de Lisboa desde Setembro de 2018, assumindo a Presidência deste órgão desde Fevereiro de 2021.

## Percurso profissional
Iniciou a sua actividade profissional em 1996 na Indústria Farmacêutica, na Johnson & Johnson, Produtos Profissionais, com quem colaborou até 1998, na área regulamentar. 
De 1997 a 1999 foi secretário-técnico da Comissão Nacional de Luta Contra a SIDA, onde trabalhou com a Prof.ª Odette Ferreira.
De 1999 a 2002, foi secretário-geral da Ordem dos Farmacêuticos (OF), organização na qual exerceu ainda o cargo de membro do Conselho para a Cooperação desde 2009.
Foi, entre 2002 e 2013, secretário-geral da Associação Nacional das Farmácias (ANF) - associação que representa os proprietários das farmácias portuguesas - e, de 2012 a 2013, vice-presidente da Direcção. Tomou posse como Presidente da Direcção a 17 de Maio de 2013. Foi reeleito para o cargo a 3 de Abril de 2016  e novamente a 1 de Abril de 2019.
É Presidente do Conselho de Administração da Finanfarma – Sociedade Financeira de Crédito, S.A., desde Julho de 2013.
É Administrador não Executivo da CUF (ex-José de Mello Saúde), desde Março de 2021, cargo que já tinha exercido de Julho de 2013 a Junho de 2019.
É Presidente do Conselho de Administração da hmR (empresa que se dedica à consultoria e elaboração de estudos de mercado na área da saúde e que opera em Portugal, Espanha, Irlanda e Alemanha) desde Outubro de 2012.
É membro do Conselho de Administração da Go Far Insurance - Soluções e Serviços para Protecção da Saúde, Mediação De Seguros, S.A., desde Agosto de 2017, uma parceria inovadora entre a ANF e a Médis.
É, desde 2013, Presidente do Conselho de Administração e CEO da Farminveste, SGPS, S.A. (a empresa gestora de participações sociais da ANF) tendo integrado, desde 2010, o Conselho de Administração e a Comissão Executiva.
É membro do Conselho Nacional de Saúde – Órgão de consulta do Ministério da Saúde – desde Maio de 2017.

## Outras colaborações
Em 2016, tomou posse como Presidente da Direcção da Associação Dignitude , uma Instituição Particular de Solidariedade Social criada por iniciativa da Associação Nacional das Farmácias, Apifarma, Cáritas Portuguesa e Plataforma Saúde em Diálogo com a missão de desenvolver programas solidários de grande impacto social que melhorem a qualidade de vida e o bem-estar dos portugueses. O abem: é o seu primeiro programa.
É membro da Comissão Executiva da CIP – Confederação Empresarial de Portugal, onde integra o Conselho Estratégico Nacional da Saúde.
É também da Direcção da Plataforma Saúde em Diálogo (Instituição Particular de Solidariedade Social que representa doentes crónicos, consumidores de cuidados de saúde, promotores e profissionais de saúde) desde 2020.
É, desde 2021, membro do Conselho Fiscal da Associação Alzheimer Portugal.
E também membro do Conselho Fiscal da ComDignitatis.

## Envolvimento internacional
Foi, entre 2002 e 2015, secretário-geral da Associação dos Farmacêuticos dos Países de Língua Portuguesa (AFPLP), Associação onde é, desde 2019, Membro do Conselho Fiscal.
É, desde 2010, membro Individual da FIP, a organização que representa a globalidade dos farmacêuticos de todo o mundo.
Foi membro do European Pharmacists Forum desde 2013 – uma iniciativa promovida pela Walgreens Boots Alliance, reunindo farmacêuticos independentes de 10 países europeus, tendo desempenhado o cargo de Presidente de 2018 a Março de 2021, data em que este fórum terminou a sua actividade.
É membro do Board do World Pharmacy Council desde 2020.

## Legado na ANF
Paulo Cleto Duarte iniciou a sua colaboração profissional com a ANF há 20 anos, oito dos quais assumindo o cargo de Presidente da Associação, assegurando a estabilidade regulamentar naquela que foi uma transição geracional, após uma liderança de mais de 30 anos do seu antecessor, assumindo a responsabilidade pelo sector num momento em que a facturação das farmácias caía abruptamente.
Nos anos em que esteve à frente da Associação a equipa de Paulo Cleto Duarte fez a primeira reestruturação do Programa Farmácias Portuguesas, em 2015, e a primeira versão da sua presença online e mobile, transformou a prescrição electrónica numa realidade e conseguiu começar a colaborar com os municípios, com os quais tem actualmente parcerias em diferentes áreas.
Foi também neste período que as farmácias passaram a ser remuneradas pela participação no Programa de Troca de Seringas, a partir de Janeiro de 2017. A remuneração deste serviço valoriza o papel das farmácias na prevenção de doenças transmissíveis e constitui mais um passo para a remuneração de outros serviços de intervenção em saúde pública prestados pelos farmacêuticos nas farmácias.
A equipa apoiou o sector social e as farmácias, conjuntamente com os outros agentes da cadeia de valor do medicamento, através da Associação Dignitude e do Programa abem:, que foi distinguido como “Projecto do Ano” com o Prémio Almofariz em 2017.
Foi também nos seus mandatos que as farmácias foram qualificadas como espaços de saúde e prestadoras de cuidados de saúde reconhecidos pelos utentes, com serviços remunerados pelo SNS pela primeira vez. Da mesma forma, o âmbito da prestação de serviços por farmacêuticos e pelas farmácias foi alargado, passando também a promover campanhas e programas de literacia em saúde, prevenção de doenças e promoção de estilos de vida saudáveis.
Foi também em 2018 que uma portaria conjunta dos Ministérios das Finanças e da Saúde (portaria n.º 188/2018) reconheceu que os objectivos que presidiram à criação de um regime específico de remuneração às farmácias pela dispensa de medicamentos genéricos têm vindo a ser alcançados, registando-se uma evolução positiva da quota de genéricos e a redução dos preços de referência.
Nos 40 anos do Serviço Nacional de Saúde, assinalados em 2019, foi lançada a petição “Salvar as Farmácias. Cumprir o SNS”, que foi apoiada por mais de 120 mil assinaturas, incluindo as de ordens profissionais, associações do sector da saúde, do medicamento e líderes de opinião de diversas áreas, e conquistou o direito a ser discutida no Parlamento, provando que as farmácias são hoje um player imprescindível do sistema de saúde e o farmacêutico um profissional de saúde reconhecido.
A ANF chegou à crise pandémica da COVID-19 com outra estrutura e capacidade, que foram essenciais para suporte à actividade das farmácias neste período. Há 400 farmácias envolvidas no processo de testagem, que podem fazer cerca de 25 mil a 30 mil testes por dia, número que pode triplicar se houver necessidade. Todas as medidas favoráveis à protecção da população mereceram a adesão sem reservas das farmácias portuguesas.

## Prémios
Recebeu, em 2002, um Voto de Louvor da Assembleia Geral da Ordem dos Farmacêuticos pelo empenho e dedicação incutidos no exercício diário das suas funções, pela extraordinária competência demonstrada em todos os projectos em que se envolveu e pelas relações de amizade, respeito e admiração que criou em todos aqueles com quem trabalhou.
Foi considerado Figura do ano 2015 pelos Prémio Almofariz, os prémios com maior notoriedade no sector farmacêutico, premiando as iniciativas e a inovação da Indústria Farmacêutica, mas também os farmacêuticos e os seus projectos mais relevantes.
Foi distinguido com o Prémio Kaizen 2018, galardão que reconhece pessoas ou entidades que se evidenciam pela forte aposta na cultura de melhoria contínua. O galardão premiou a aposta na melhoria contínua da ANF, com impacto nas farmácias.